# Chieftain
El FV 4201 Chieftain va ser el "Tanc de Combat Principal" (Main Battle Tank - MBT) en servei en el Regne Unit durant les dècades de 1970 i 1980 i un dels tancs més poderosos del seu temps.

## Origen i desenvolupament
En la dècada de 1950, l'exèrcit britànic va començar a buscar un nou carro de combat que havia de substituir al Centurion que estava llavors en servei. El nou carro havia de tenir major potència de foc, cuirassa i mobilitat. Com a conseqüència d'aquesta especificació, el Fighting Vehicles Research and Development Establishment (Establiment d'Investigació i Desenvolupament de Vehicles de Combat), transformat després en Military Vehicles and Engineering Establishment (Establiment per a la Producció de Vehicles Militars i d'Enginyers), va projectar el Chieftain, el primer prototip del qual es va completar a finals de 1959. A aquest primer prototip van seguir uns altres sis en 1961-1962 i el Chieftain va ser acceptat per l'exèrcit britànic el maig de 1963. Però, la seva entrada en servei es va retardar fins i tot 1967, a causa que van sorgir problemes amb el motor, la transmissió i la suspensió. A continuació, es van establir dues cadenes de muntatge: una en la Royal Ordenance Factory de Leeds i una altra en la Vickers and Elswick de Newcastle upon Tyne.
A començaments de la dècada de 1970, el Chieftain va substituir per complet el Centurion en l'exèrcit britànic. La producció total del model per a les forces armades britàniques va ser de 900 unitats, la major part de les quals es van desplegar amb les quatre divisions cuirassades (de 148 tancs cada una) estacionades en Alemanya i enquadrades en el BAOR (British Army of the Rhine o Exèrcit Britànic del Rin).
La configuració del Chieftain és convencional: el conductor va davant, la torre està situada en el centre (amb el cap del carro a la dreta i el carregador a l'esquerra) i el conjunt motor/transmissió darrere. La torre és d'acer fos, presentant la seva part frontal una gran inclinació per oferir la màxima protecció. La part davantera del casc també està construït per farga|fosa i la resta per soldadura. Per reduir l'alçària total del vehicle, el conductor asseu en posició semirreclinada, i queda situat gairebé horitzontalment quan condueix amb la portella tancada. El cap de carro disposa d'una cúpula que pot girar 360è independentment de la torre i el gir del qual s'efectua a mà.
La suspensió és del tipus Horstmann i compta amb sis rodes de suport, la tensora davant, la motriu darrere i tres rodets de volta.
L'armament principal del Chieftain és el canó ratllat L11A5 de 120 mm, pertanyent a la sèrie projectada pel Royal Armament Research and Development Establishment (Reial departament d'investigació i desenvolupament d'armament), amb seu a Fort Halstead. Aquesta peça empra municions del tipus de càrrega separada, l'avantatge principal de la qual respecte a la munició convencional rau en la seva facilitat de maneig dins del limitat espai de la torre. A més, ja que les càrregues s'allotgen en saquetes impermeables conservats en un contenidor especial ple d'aigua, es redueix el perill d'explosió. Els tipus de projectil que poden utilitzar-se són el APDS-T (perforant subcalibrat amb traçador, el tipus del qual d'ensinistrament és el DS-T), el HESH (alt explosiu de cap deformable, que té una versió d'ensinistrament denominada SH/Practice) i les granades fumejants. També es va adoptar un projectil APFSDS-T (perforant subcalibrat, estabilitzat per aletes, amb traçador), proveït d'una ogiva perforant d'energia cinètica capaç de perforar totes les cuirasses conegudes.
El canó té un angle d'elevació màxim de 20è i de depressió de -10º. Un sistema d'estabilització GEC-Marconi permet a la peça disparar mentre el vehicle es mou a camp travessa, amb bona probabilitat d'impacte al primer tret. Coaxialment amb el canó va instal·lada una metralladora L8A1 de 7,62 mm i una arma similar aquesta situada en l'exterior de la cúpula del cap del carro; aquesta última pot ser apuntada i disparada des de l'interior de la torre. Una bateria de sis llançafums accionats elèctricament va instal·lada cada costat de la torre.
Quan aquest tanc va entrar en servei, l'artiller havia d'apuntar amb l'ajuda d'una metralladora de punteria i telemetria (Ranging Machine Gun o RMG) de 12,7 mm, que disparava ràfegues de projectils traçadors i permetia saber si el canó estava ben apuntat. Però, posteriorment aquest sistema va ser substituït per l'IFCS (Improved Fire Control System o Sistema Millorat de Control de Tir) de la Marconi Space and Defense Systems que, utilitzat junt amb el telèmetre làser construït per la Barr and Stround, permetia atacar i destruir blancs en una distància de 3000 metres.
La dotació de munició és de 64 trets de 120 mm (projectils i càrregues) i 6000 de 7,62 mm; quan s'utilitzava la metralladora de punteria, s'emportaven 300 trets per a ella.
Fins i tot l'aparició del Leopard 2 alemany, el T-72 soviètic i el Merkava israelià, a finals de la dècada de 1970, el Chieftain va ser el carro millor armat i cuirassat del món.
El Chieftain va estar dotat des del principi amb un complet equip de visió nocturna i de gran abast, amb un projector d'infraroig/llum blanca muntat en el costat esquerre de la torre. Aquest tenia un abast de 1000 metres amb infraroigs i de 1500 amb llum blanca. En la dècada de 1980 es va adoptar un sistema de visió nocturna d'imatges tèrmiques. Un sistema de protecció ABQ, que filtra l'aire contaminat i envia a la cambra de la tripulació aire net, es troba a la part posterior de la torre i al compartiment del motor hi ha un sistema de protecció i extinció d'incendis.
Aquest tanc britànic pot travessar corrents de fins a 1,06 metres de profunditat sense cap preparació; es van desenvolupar equips de travesso profund, però no van ser adoptats. El vehicle pot dotar-se amb un full impulsor que funciona mitjançant un sistema hidràulic, si és precís.
El principal punt flac del Chieftain el va constituir sempre el seu motor, un Leyland L60 policarburant de sis cilindres, que va donar un menor rendiment de l'esperat. Desenvolupat sobre la base d'una directiva de l'OTAN que establia que tots els tancs de l'esmentada organització havien de ser equipats amb motors policarburants -ja que s'estimava que quan, en cas de guerra, aquells haguessin d'avançar a través d'Europa Oriental (o potser retirar-se d'una manera ordenada) s'haurien de proveir combustible en diverses fonts, com a estacions de gasolina, dipòsits de petroli, o magatzems fins i tot simples i botigues- l'enginy va resultar ser molt complicat, difícil d'arreglar i mantenir. Aviat gairebé tots els exèrcits aliats van abandonar la idea del motor policarburant i van tornar als vells i més confiables dièsel, llevat del britànic. Una altra font de problemes va ser la transmissió, una David Brown Defence Equipment TN12 amb 6 marxes cap a davant i 2 cap enrere.
Hi ha dues versions especials del Chieftain: el vehicle cuirassat de recuperació FV 4204 i el posaponts FV 4205. Aquest últim, que va ser el primer a entrar en servei, té una tripulació de tres membres i pesa 53.851 kg. Es poden ser instal·lats dos tipus diferents de pont: el número 8, que permet creuar obstacles d'un màxim de 22,8 metres, i el número 9, de 12,2 metres. El vehicle tarda de tres a cinc minuts a desplegar el pont i deu en retirar-lo.
El vehicle de recuperació cuirassat va substituir un model similar derivat del Centurion. La seva tripulació és de quatre homes i el pes en combat de 52.835 kg Compte amb dos torns, un de capaç per a 30.482 kg i un altre per a 3.048. Amb la reixa davantera clavada, la capacitat del torn principal augmenta fins als 91.445 kg El seu armament consisteix en una metralladora de 7,62 mm en una cúpula i tubs llançafums.

## Exportació i ús
La comanda més important per a l'exportació va ser la que va realitzar Aniran el 1971: 700 carros de combat, a més de diversos vehicles de recuperació i carros pont, seguits posteriorment per 187 Chieftain modificats (FV4030/1). Kuwait va encarregar així mateix 165 i Oman va rebre una petita quantitat a començaments de la dècada de 1980. La circumstància que fossin països amb grans ingressos petrolífers els qui compressin aquest tanc, il·lustra sobre el seu preu: unes 300.000 lliures per unitat en 1978.
El 1974, els iranians van encarregar a la Royal Ordenance Factory els nous carros Shir Iran (Lleó de l'Iran), 125 del model Shir 1 i 1225 del model Shir 2. El Shir 1 era un Chieftain d'últim model dotat amb una nova planta motriu, constituïda per un motor turbodièsel Rolls-Royce CV12TCA de 12 cilindres acoblat a una transmissió automàtica David Brown TN37, amb quatre marxes cap a davant i tres cap enrere, i proveït d'un sistema de refrigeració Howden Aircontrol. L'armament estava constituït pel canó L11A5 de 120 mm, que disposava del sistema millorat de direcció de tir de la Marconi Space and Defense Systems i del telèmetre Barr i Stroud. En canvi, el Shir 2 era un model pràcticament nou i, encara que tingués el mateix grup propulsor, el mateix canó i el mateix sistema de control de tir que el Shir 1, estava proveït d'un casc i una torre amb blindatge Chobham, que proporcionava una elevada protecció contra tot tipus d'arma contracarro, en particular contra els míssils dotats d'ogiva HEAT (càrrega buida). A més, la seva nova suspensió hidrogàs possibilitava que el vehicle pogués maniobrar amb facilitat sobre diferents tipus de terreny i agilitava els treballs de reparació en cas de produir-se avaries. Però, després de la revolució islàmica que va enderrocar al xa Mohamed Reza Pahlevi el 1979, la comanda iraniana va quedar anul·lada abans que s'iniciessin els lliuraments, si bé es trobava ja en procés de fabricació. Llavors, els britànics van posar en venda -a preu d'oferta- la producció que s'havia fet dels Shir. Finalment Jordània va encarregar 274 carros de combat Khalid, mentre que els Shir 2 van servir com base per al desenvolupament del Challenger 2.
Empleats en combat durant la guerra Iran-Iraq de 1980-1988, quan van disposar de tripulacions idònies, els Chieftain iranians, amb els seus canons de 120 mm, van demostrar ser superiors als T-54 i T-55, armats amb canons de 100 mm, i als T-62, dotats de canons de 115 mm, en servei amb l'exèrcit iraquià.
Els Chieftain britànics van ser actualitzats contínuament fins a principis de la dècada de 1990, quan començaren a ser reemplaçats per la sèrie de tancs Challenger. L'última versió del Chieftain, emprada per l'exèrcit britànic fins a 1995, incorporava la cuirassa addicional "Stillbrew" -denominada així pel coronel Still i John Brewer del Military Vehicles and Engineering Establishment (MVEE)-, el sistema millorat de control de tret (IFCS) i el sistema de visió d'imatges tèrmiques (TOGS). Una vegada retirats, alguns van ser transformats en vehicles d'enginyers, alguns van acabar com a blancs d'exercicis de tir i d'altres van ser venuts a amos particulars i a museus. En 2005, l'Iran i Oman mantenien en servei cert nombre de Chieftain, mentre que Jordània continuava emprant els Khalid.

## Variants
- Chieftain Mk 1 - Vehicles de preproducció; sol es van construir 40 exemplars, emprats per a proves i entrenament.
- Chieftain Mk 2 - Model inicial de producció, amb cúpula del cap de carro redissenyada, equip de protecció ABQ i motor de 650 cv.
- Chieftain Mk 3 - Variant apareguda el 1969; amb motor, equip de protecció ABQ i cúpula del cap millorats.
- Chieftain Mk 3/2 - Incorporava millores en l'equip electrònic i en el purificador d'aire.
- Chieftain Mk 3/3 - Mk 3 amb modificacions en el sistema de control de tir i punteria (incorporava telèmetre làser), motor de 750 cv i nous canvis en el sistema ABQ.
- Chieftain Mk 4 - Variant amb major capacitat de combustible i modificacions menors; sol es van construir dos exemplars.
- Chieftain Mk.5 - Variant final de producció, desenvolupada a partir del Mk 3/3, amb el nou motor de 750 cv i totes les altres millores; també tenia un emmagatzemament de projectils modificat amb major capacitat.
- Chieftain Mk.6-11 - actualitzacions dels models més primerencs.
- Chieftain Mk 6 - Mk 2 reconstruïts a l'estàndard Mk 5 amb nou equip electrònic i sistema de punteria i telemetria modificat.
- Chieftain Mk 7 - Mk 3 reconstruïts a l'estàndard Mk 5 amb motor millorat i sistema de punteria i telemetria modificat.
- Chieftain Mk 8 - Mk 3/3 reconstruïts a l'estàndard Mk 5 amb motor millorat i sistema de punteria i telemetria modificat.
- Chieftain Mk 9 - MK 6 equipats amb IFCS.
- Chieftain Mk 10 - Mk 7 equipats amb IFCS.
- Chieftain Mk 11 - Mk 8 equipats amb IFCS, cuirassa Stillbrew, TOGS i nou sistema de protecció ABQ.
- Chieftain Mk 12 - Mk 5 equipats amb IFCS, Stillbrew, TOGS i nou sistema de protecció ABQ.
- Chieftain Mk 5/5 K - versió per a Kuwait.
- Chieftain Mk 7/2 c - Versió original subministrada a Oman el 1981.
- Chieftain Mk 15 - Versió millorada per a Oman (denominada també Qayd Al Ardh), equipada amb mira BAe L20 i telémetro làser GEC-Marconi/Ferranti Tipus 520 (lliurats en 1984-85)
- Chieftain Mk 3/3 P - Versió per a l'Iran (lliurats en 1971-78)
- Chieftain Mk 5/5 P - Versió per a l'Iran (lliurats en 1971-78)
- FV4030/1 - Versió modificada per a Iran, amb major capacitat de combustible, millor protecció contra mines i canvis en la transmissió. (lliurats abans de 1978)
- FV4204 ARV/ARRV (Armoured Recovery Vehicle / Armoured Recovery and Repair Vehicle) - Vehiculo cuirassat de recupeación.
- FV4205 AVLB (Bridge-laying vehicle) - Vehiculo posapuentes.

- Khalid - Variant jordana que té el xassís, la torre i l'armament del Chieftain, però que empra un motor dièsel de major potència i el sistema millorat de control de tir que també estava proveït el Chalenger I. Amb el pas dels anys aquests carros han tingut diverses millores, entre elles una nova computadora balística.

Alguns altres vehicles van ser desenvolupats a partir del xassís bàsic del Chieftain (canons autopropulsats, vehicles antiaeris, etc.) però cap no va entrar en producció.

## Operadors
- Exèrcit britànic - usat des del 1965 fins al 1995
- - 1.000 Chieftain Mark 5(P) obtinguts abans de la revolució de 1979.
- - 30
- - Cancel·lat